# Chlorure d'ytterbium(II)
Le chlorure d'ytterbium(II) ou dichlorure d'ytterbium est un composé inorganique de formule YbCl2.

## Propriétés
Le chlorure d'ytterbium(II) se présente sous la forme d'un solide incolore ou vert. C'est un composé fortement hygroscopique qui ne peut être stocké ou manipulé que sous gaz protecteur ou bien à sec sous vide poussé. Dans l'air ou au contact de l'eau, il absorbe d'humidité et se transforme en hydrate, instable qui va se transformer plus ou moins rapidement en oxychlorure avec dégagement de dihydrogène.
Le chlorure d'ytterbium(II) a une structure cristalline identique à celle de l'iodure de strontium,. Klemm et Schüth ont décrit le composé comme un solide presque incolore, diamagnétique, qui se dissout dans l'eau avec la couleur jaune, et beaucoup plus stable que le chlorure de samarium(II) ou que le chlorure d'europium(II) dont il est proche. Le composé réagit avec l'ammoniaque et prend une teinte rouge.

## Synthèse
Le chlorure d'ytterbium(II) a été préparé la première fois en 1929 par W. K. Klemm et W. Schüth, par réduction du chlorure d'ytterbium(III) (YbCl3) par le dihydrogène,. Cette méthode, toujours employée, nécessite de hautes températures (entre 500 °C et 600 °C) :
2YbCl3+ H2 → 2YbCl2+ 2HCl
Une réaction similaire peut être obtenue avec le zinc dans le chlorure de zinc à 500 °C.
Il est également possible de synthtiser YbCl2 par réduction d'YbCl3 par le lithium en présence de naphtalène :
YbCl3 + Li → YbCl2 + LiCl